# Тривайли
Трива́йли — село в Україні, у Решетилівській міській громаді Полтавського району Полтавської області. Населення становить 24 осіб. До 2016 орган місцевого самоврядування — Лобачівська сільська рада.

## Населення

### Мова
Розподіл населення за рідною мовою за даними перепису 2001 року:
| Мова       | Кількість | Відсоток |
| ---------- | --------- | -------- |
| українська | 24        | 100 %    |

## Географія
Село Тривайли знаходиться між селами Лобачі і Крохмальці (0,5 км). Поруч проходить автомобільна дорога М03.

## Історія
12 червня 2020 року, відповідно до розпорядження Кабінету Міністрів України № 721-р «Про визначення адміністративних центрів та затвердження територій територіальних громад Полтавської області», село увійшло до складу Решетилівської міської громади.
19 липня 2020 року, в результаті адміністративно — територіальної реформи та ліквідації Решетилівського району, село увійшло до складу новоутвореного Полтавського району Полтавської області.